# Max Wislicenus
Max Wislicenus (ur. 17 sierpnia 1861 w Weimarze, zm. 25 maja 1957 w Pillnitz) – niemiecki malarz i projektant gobelinów.

## Życiorys
Był synem malarza historycznego Hermanna Wislicenusa. Studiował w latach 1880–1891 na Akademii Sztuk Pięknych w Düsseldorfie i Monachium. W 1894 r. poślubił Else Freudenberg, pod koniec roku urodziła im się córka Gonhilda. W 1896 r. został nauczycielem rysunku i malarstwa w Królewskiej Wyższej Szkole Sztuki i Rzemiosła Artystycznego we Wrocławiu W 1900 r. został mianowany profesorem. Pracował na tym stanowisku do przejścia na emeryturę w 1921 r. W 1904 r. zorganizował warsztat tkacki, którego kierownikiem była Wanda Bibrowicz. Propagował styl secesyjny projektując gobeliny, plakaty, druki, meble i witraże. W 1908 r. był współzałożycielem Związku Artystów Śląska.
W 1919 r. utworzył wraz z Wandą Bibrowicz Warsztaty Gobeliniarskie w pałacu w Pillnitz. W 1921 r. zamieszkał w bocznym skrzydle pałacu.
Po śmierci żony w 1948 r. poślubił Wandę Bibrowicz. W 1955 r. posiadane przez siebie prace darował do zbiorów państwowych w Dreźnie. Po śmierci został pochowany obok swoich żon na cmentarzu „Maria am Wasser” w Dreźnie.
Malarstwo Wislicenusa było prezentowane na oddzielnej wystawie jemu poświęconej w Pałacu Królewskim we Wrocławiu w okresie marzec – maj 2015 r.